# Sao Tomé en Principe op de Olympische Zomerspelen 2008
Sao Tomé en Principe nam deel aan de Olympische Zomerspelen 2008 in Peking, China.
Sao Tomé en Principe debuteerde op de Zomerspelen in 1996 en deed in 2008 voor de vierde keer mee. Kanovaarder Alcino Silva was de eerste Santomese sporter die aan de Olympische Spelen meedeed in een andere sport dan atletiek. Net als bij de eerdere deelnames werd geen medaille gewonnen.

## Deelnemers en resultaten
De deelnemer bij het kanovaren nam deel op uitnodiging van de Olympische tripartitecommissie.

### Atletiek
| Olympiër                 | Discipline | Resultaat | Prestatie                      |
| ------------------------ | ---------- | --------- | ------------------------------ |
| Naiel Santiago D'Almeida | 400m (m)   | 53e       | serie 1: 8ste in 49,08         |
|                          |            |           |                                |
| Celma da Graça           | 5000m (v)  | 30e       | serie 1: 16de in 17.25,99 (NR) |

### Kanovaren
| Olympiër     | Discipline    | Resultaat | Prestatie                                                |
| ------------ | ------------- | --------- | -------------------------------------------------------- |
| Alcino Silva | K-1 500m (m)  | 26e       | serie 3: 6de in 1.58,178 halve finale 3: 9de in 2.06,288 |
| Alcino Silva | K-1 1000m (m) | 26e       | serie 2: 9de in 4.28,057                                 |

Afghanistan · Albanië · Algerije · Amerikaanse Maagdeneilanden · Amerikaans-Samoa · Andorra · Angola · Antigua en Barbuda · Argentinië · Armenië · Aruba · Australië · Azerbeidzjan · Bahama's · Bahrein · Bangladesh · Barbados · België · Belize · Benin · Bermuda · Bhutan · Bolivia · Bosnië en Herzegovina · Botswana · Brazilië · Britse Maagdeneilanden · Bulgarije · Burkina Faso · Burundi · Cambodja · Canada · Centraal-Afrikaanse Republiek · Chili · China · Chinees Taipei · Colombia · Comoren · Congo-Brazzaville · Congo-Kinshasa · Cookeilanden · Costa Rica · Cuba · Cyprus · Denemarken · Djibouti · Dominica · Dominicaanse Republiek · Duitsland · Ecuador · Egypte · El Salvador · Equatoriaal-Guinea · Eritrea · Estland · Ethiopië · Fiji · Filipijnen · Finland · Frankrijk · Gabon · Gambia · Georgië · Ghana · Grenada · Griekenland · Groot-Brittannië · Guam · Guatemala · Guinee · Guinee‑Bissau · Guyana · Haïti · Honduras · Hongarije · Hongkong · Ierland · IJsland · India · Indonesië · Irak · Iran · Israël · Italië · Ivoorkust · Jamaica · Japan · Jemen · Jordanië · Kaaimaneilanden · Kaapverdië · Kameroen · Kazachstan · Kenia · Kirgizië · Kiribati · Koeweit · Kroatië · Laos · Lesotho · Letland · Libanon · Liberia · Libië · Liechtenstein · Litouwen · Luxemburg · Macedonië · Madagaskar · Malawi · Malediven · Maleisië · Mali · Malta · Marshalleilanden · Marokko · Mauritanië · Mauritius · Mexico · Micronesië · Moldavië · Monaco · Mongolië · Montenegro · Mozambique · Myanmar · Namibië · Nauru · Nederland · Nederlandse Antillen · Nepal · Nicaragua · Nieuw-Zeeland · Niger · Nigeria · Noord-Korea · Noorwegen · Oeganda · Oekraïne · Oezbekistan · Oman · Oostenrijk · Oost‑Timor · Pakistan · Palau · Palestina · Panama · Papoea-Nieuw-Guinea · Paraguay · Peru · Polen · Portugal · Puerto Rico · Qatar · Roemenië · Rusland · Rwanda · Saint Kitts en Nevis · Saint Lucia · Saint Vincent en Grenadines · Salomonseilanden · Samoa · San Marino · Sao Tomé en Principe · Saoedi-Arabië · Senegal · Servië · Seychellen · Sierra Leone · Singapore · Slovenië · Slowakije · Soedan · Somalië · Spanje · Sri Lanka · Suriname · Swaziland · Syrië · Tadzjikistan · Tanzania · Thailand · Togo · Tonga · Trinidad en Tobago · Tsjaad · Tsjechië · Tunesië · Turkije · Turkmenistan · Tuvalu · Uruguay · Vanuatu · Venezuela · Verenigde Arabische Emiraten · Verenigde Staten · Vietnam · Wit-Rusland · Zambia · Zimbabwe · Zuid-Afrika · Zuid-Korea · Zweden · Zwitserland
Uitgesloten van deelname: Brunei